# 三井高尚
三井 高尚（みつい たかひさ、1855年7月23日（安政2年6月10日） - 1914年（大正3年）12月8日）は、日本の実業家。三井物産社主、東神倉庫社長、三井銀行監査役などを務めた。別名・武之助。三井五丁目家初代当主。

## 人物・経歴
三井高福の九男。1876年三井物産が創立されると、同社社主に就任。1877年には深川亮蔵、渋沢栄一、三井高明、益田孝、三野村利助、小室信夫、木村正幹、小松彰、福地源一郎、渋沢喜作とともに東京株式取引所の設立にあたった。1898年三井銀行監査役。1914年東神倉庫社長。三井鉱山監査役等も務めた。
三井高朗、三井高弘は兄。妻は吉田清成の娘。家督は三男の三井高昶 (1911年生)が継いだ。妾多く、長男の高貞（1898年生）は見受けした新橋芸者の才三（水谷ぬい）との子で、京都の中川元藏（三井八郎右衛門五男三井高保の子）の養子となった。長女の美尾子（1900年生）も庶子で、三井高光（三井高信の子）の妻となった。